# ヴィドゼメ

ヴィドゼメの紋章

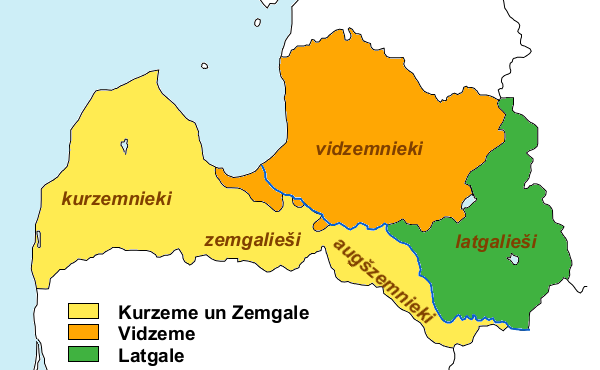
ラトビアの歴史的な地方区分

ヴィドゼメ（ラトビア語: Vidzeme、リヴォニア語：Vidumō）は、ラトビアの歴史的・文化的な地方区分のひとつ。「中央の地」という意味で、ダウガヴァ川以北の北中部を指す。中世のテッラ・マリアナのごく一部、スウェーデン領リーフラントの約半分に過ぎないが、ラテン語のリヴォニアをドイツ語化したリーフラント (Livland) としても知られる。

## 地理
ヴィドゼメ地方北部のリガ湾沿岸一帯にはサラツァ川、スヴェート川、ヴィトル川が流れ、その流域には60以上の湖、氷河によって形成されたなだらかな丘陵と平野などの地形がある。沿岸部には砂浜、草地、岩場などが多く、高層湿原、サケ類が生息する小川、広葉樹林、針葉樹林、混交林、フェン、砂丘などもある。1997年にユネスコの生物圏保護区に指定された。
また、エストニアのニグラ自然保護区に隣接する北部のボグ（ジェメリュ・プルヴィ）はラムサール条約登録地である。多くのヒシクイ、マガンがねぐらのために訪れ、ヒメハイイロチュウヒ、コチョウゲンボウ、クロヅル、エリマキシギの繁殖地でもある。

## 歴史
古代、リガ湾の近くやダウガヴァ川、ガウヤ川下流域にはラトガレ人やリーヴ人が定住していた。ヴィドゼメの南を流れるダウガヴァ川は、13世紀にドイツ人が到来するまで、右岸のリーヴ人・ラトガレ人と左岸のセミガリア人・セロニア人の境界線でもあった。リヴォニア戦争後、ダウガヴァ川右岸のリヴォニア騎士団領とリガ大司教区の一部がポーランド＝リトアニア共和国とリーフラント公国に割譲され、左岸ではクールラント・ゼムガレン公国が成立した。
1629年に結ばれたスウェーデン・ポーランド戦争のアルトマルク休戦協定で、スウェーデンはアイヴィエクステ川までのリーフラント公国西部を獲得し、東部はラトガレとしてポーランドに編入された。さらに大北方戦争で、スウェーデン領リーフラント（スウェーデン領リヴォニア）はロシア帝国に征服され、1721年のニスタット条約で正式にロシア領となった。ロシアはリーフラントにリガ県を設立、1796年にリフリャント県に改称された。この県はヴィドゼメより大きく、スウェーデン領リーフラントに匹敵した。第一次世界大戦後、新たに成立したラトビアとエストニアに二分された。